# Paddy McNair
Patrick James Coleman „Paddy“ McNair (* 27. April 1995 in Ballyclare) ist ein nordirischer Fußballspieler. Er steht beim FC Middlesbrough unter Vertrag und wird vorrangig als Abwehrspieler in der Innenverteidigung oder auch auf der rechten Abwehrseite eingesetzt. Er spielt außerdem für die nordirische Nationalmannschaft. 

## Karriere

### Verein
Sein Debüt in der Premier League gab Paddy McNair am 27. September 2014 im Heimspiel gegen West Ham United. In seinem ersten Jahr brachte er es auf 16 Einsätze, die Hälfte davon über die volle Spielzeit. Am 10. Februar 2015 verlängerte er seinen Vertrag bis zum 30. Juni 2017 mit einer Option auf ein weiteres Jahr. Im zweiten Jahr konnte er die Leistung jedoch nicht bestätigen. Es dauerte, auch verletzungsbedingt, bis zum 14. Spieltag, bis er erstmals wieder in der Startelf stand. In der zweiten Saisonhälfte kam er nur noch zu drei Kurzeinsätzen und wurde zeitweise in die 2. Mannschaft zurückgezogen. Immerhin wurde er im Februar 2016 einmal in der UEFA Europa League gegen den FC Midtjylland über 90 Minuten eingesetzt.
Zur Saison 2016/17 wechselte McNair gemeinsam mit Donald Love für insgesamt 5,5 Mio. Pfund Sterling zum Ligakonkurrenten AFC Sunderland, bei dem er einen bis zum 30. Juni 2020 datierten Vierjahresvertrag erhielt.
Ende Juni 2018 unterschrieb der Abwehrspieler einen Vierjahresvertrag beim Zweitligisten FC Middlesbrough.

### Nationalmannschaft
Ende 2014 wurde Paddy McNair erstmals als Ersatzspieler in das Aufgebot der nordirischen Nationalmannschaft berufen. Sein Debüt auf dem Platz gab er am 4. September 2015 bei einer Einwechslung im Qualifikationsspiel für die Fußball-Europameisterschaft 2016 in Frankreich gegen die Färöer. In den letzten beiden Gruppenspielen, in denen die Nordiren den Gruppensieg perfekt machten und sich erstmals überhaupt für eine EM qualifizierten, stand er in der Startelf. Als jüngster Spieler seines Landes wurde er Anfang Juni 2016 in das nordirische EM-Aufgebot aufgenommen. Beim ersten Spiel gegen Polen stand er in der Startaufstellung, wurde aber bereits in der Halbzeit wieder ausgewechselt. In der zweiten Partie gegen die Ukraine wurde er noch einmal in der 90. Minute beim Stand von 1:0 eingewechselt, blieb in den verbleibenden beiden Partien bis zum Ausscheiden im Achtelfinale aber auf der Bank.

## Erfolge
- FA Cup: 2016
- FA Community Shield: 2016